# Magaly Solier
Magaly Solier Romero (Huanta, 11 de junho de 1986) é uma atriz e cantora peruana.  

## Vida pessoal
Em 9 de junho de 2012, Solier casou-se com o ciclista Erick Gomez em uma cerimônia íntima em Huamanga, Ayacucho. Eles se tornaram pais em 9 de fevereiro de 2013 quando ela deu à luz um menino.

## Prêmios e indicações
| Ano  | Evento                                                        | País           | Categoría                         | Trabalho                 | Resultado | Notas  |
| ---- | ------------------------------------------------------------- | -------------- | --------------------------------- | ------------------------ | --------- | ------ |
| 2007 | Festival Internacional de Cinema de Cartagena                 | Colômbia       | Melhor atriz                      | Madeinusa                | Venceu    | [ 4 ]  |
| 2007 | Festivalissimo - Festival Ibero-Latinoamericano de Montreal   | Canadá         | Melhor atriz                      | Madeinusa                | Venceu    | [ 5 ]  |
| 2009 | Festival Internacional de Cinema de Guadalajara               | México         | Melhor atriz                      | La teta asustada         | Venceu    | [ 6 ]  |
| 2009 | Festival de Cinema de Lima                                    | Peru           | Melhor atriz                      | La teta asustada         | Venceu    | [ 7 ]  |
| 2009 | Festival de Gramado                                           | Brasil         | Melhor atriz                      | La teta asustada         | Venceu    | [ 8 ]  |
| 2009 | Festival du Nouveau Cinéma                                    | Canadá         | Melhor atriz                      | La teta asustada         | Venceu    | [ 9 ]  |
| 2009 | Premio Luces de El Comercio                                   | Peru           | Melhor atriz de cinema            | La teta asustada         | Venceu    | [ 10 ] |
| 2009 | Premio Luces de El Comercio                                   | Peru           | Mejor Disco Música Peruana/Fusión | Warmi                    | Venceu    | [ 11 ] |
| 2010 | D-World Award Archivies                                       | Estados Unidos | Melhor atriz                      | La teta asustada         | Venceu    | [ 12 ] |
| 2010 | Festival de Cine de Avança                                    | Portugal       | Melhor atriz                      | Altiplano                | Venceu    | [ 13 ] |
| 2011 | Festival Internacional de Cinema de Guadalajara               | México         | Melhor atriz                      | Amador                   | Venceu    | [ 14 ] |
| 2011 | Festival Internacional de Cine "Zerkalo" Andrei Tarkovsky     | Rússia         | Melhor atriz                      | Amador                   | Venceu    | [ 15 ] |
| 2015 | Festival de Cinema de Lima                                    | Peru           | Melhor atriz                      | Magallanes               | Venceu    | [ 16 ] |
| 2015 | Festival Internacional de Cine de Huelva                      | Espanha        | Melhor atriz                      | Magallanes               | Venceu    | [ 17 ] |
| 2015 | Premios Luces de El Comercio                                  | Peru           | Melhor atriz de cinema            | Magallanes               | Venceu    | [ 18 ] |
| 2015 | PREMIOS TUNKI                                                 | Peru           | Melhor atriz                      | Magallanes               | Venceu    | [ 19 ] |
| 2015 | Staff de Cinencuentro                                         | Peru           | Melhor atriz                      | Magallanes               | Venceu    | [ 20 ] |
| 2016 | Prêmio Platino                                                | Uruguai        | Melhor atriz                      | Magallanes               | Indicado  | [ 21 ] |
| 2016 | Mostra de Cine Latinoamericano de Cataluña                    | Espanha        | Melhor atriz                      | Magallanes               | Venceu    | [ 22 ] |
| 2016 | Prêmio Ibero-Americano de Cinema Fênix                        | México         | Melhor atriz                      | Magallanes               | Indicado  | [ 23 ] |
| 2016 | Premio Luces de El Comercio                                   | Peru           | Melhor atriz de cinema            | Extirpador de idolatrías | Indicado  | [ 24 ] |
| 2017 | Unesco                                                        | França         | Artista de la Paz                 | Ella misma               | Venceu    | [ 25 ] |
| 2020 | Premio Luces de El Comercio                                   | Peru           | Melhor atriz                      | Vivir ilesos             | Indicado  | [ 26 ] |
| 2020 | Premio Luces de El Comercio                                   | Peru           | Melhor atriz secundaria           | Retablo                  | Indicado  | [ 27 ] |
| 2020 | Premios FAMA de Diario La República                           | Peru           | Melhor atriz de cine nacional     | Retablo                  | Indicado  | [ 28 ] |
| 2020 | Premios APRECI (Asociación Peruana de Prensa Cinematográfica) | Peru           | Melhor atriz de reparto           | Retablo                  | Venceu    | [ 29 ] |
| 2020 | Festival de Cine de Chile                                     | Chile          | Melhor atriz                      | Lina de Lima             | Venceu    | [ 30 ] |